# Arius festinus
Arius festinus är en fiskart som beskrevs av Ng och Sparks 2003. Arius festinus ingår i släktet Arius och familjen Ariidae. IUCN kategoriserar arten globalt som starkt hotad. Inga underarter finns listade i Catalogue of Life.